# Váženka

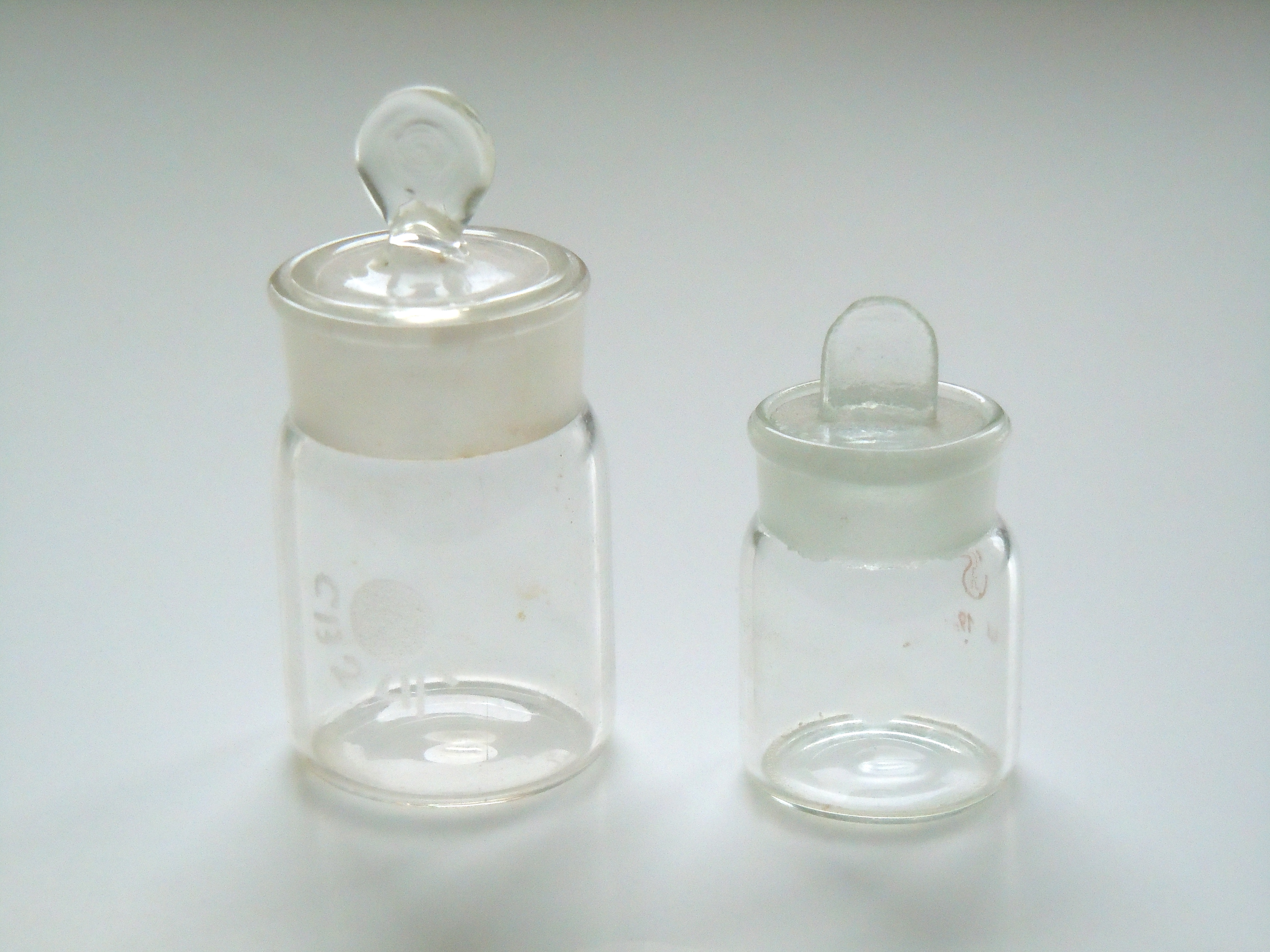
Váženky s víčkem

Váženka je skleněná laboratorní nádoba válcového tvaru, opatřená zábrusem a hermeticky uzavřená víčkem (nejde o standardní zábrusovou zátku). Váženka je laboratorní sklo sloužící k přesnému vážení látek, které jsou těkavé nebo snadno sublimují; proto se hermeticky uzavírá zábrusem. Vyrábí se z čirého borosilikátového skla. Při vyprazdňování váženky je vzhledem k drsnému povrchu zábrusu či mastnotě zábrusového tuku obtížné až nemožné vzorek beze ztrát (tj. kvantitativně) přemístit do jiné nádoby - pak je vhodnější použít navažovací lodičku či navažovací nálevku.